# Liste de minéraux (lettre P)
Pour un article plus général, voir Liste de minéraux
- Pääkkönenite
- Padĕraïte
- Painite CaZrAl9O15(BO3)
- Palermoïte
- Palladium natif
- Panéthite
- Papagoïte
- Paracoquimbite
- Paradamite
- Paragonite
- Paraguanajuatite Bi2(Se,S)3
- Parapierrotite
- Pararéalgar
- Parasymplesite
- Paratacamite
- Pargasite, amphibole, couleur marron ou vert. Découvert dans la mine de Pargas dans la région de Finlande du Sud-Ouest en Finlande.
- Pargasite potassique, amphibole, couleur noire. Dans la région de Finlande du Sud-Ouest (Finlande).
- Parnauite
- Parthéite
- Pascoïte
- Patronite
- Pavonite
- Pearcéite
- Pécoraïte (Ni)3Si2O5(OH)4
- Pectolite Ca2Na[Si3O8OH]
- Pelagosite Variété de (calcite)
- Penikisite Ba(Mg,Fe)2Al2(PO4)3(OH)3
- Pennantite
- Pennine
- Penroséite
- Pentagonite Ca(VIVO)Si4O10 • 4 H2O
- Pentahydrite
- Pentlandite EBAUCHE
- Périclase MgO
- Perloffite Ba(MnII,FeII)2FeIII2(PO4)3(OH)3
- Pérovskite CaTiO3 EBAUCHE
- Perroudite
- Pétalite LiAlSi4O10 EBAUCHE
- Petedunnite
- Petersite-(Y)
- Petzite Ag3AuTe2
- Pezzottaïte
- Pharmacolite CaH(AsO4) • H2O
- Pharmacosidérite
- Phaunouxite
- Philipsbornite
- Philipsburgite
- Philipstadite (ferrohornblende)
- Phillipsite
- Phosgénite Pb2(CO3)Cl2
- Phosphohedyphane  Ca2Pb3(PO4)3Cl
- Phosphophyllite
- Phosphorrösslérite
- Phosphosidérite
- Phosphuranylite
- Pickeringite
- Picromérite
- Picropharmacolite
- Piémontite  Ca2(MnIII,FeIII)(Al,MnIII)2[O|OH|SiO4|Si2O7]
- Pierrotite
- Pimélite, silicate naturel de nickel avec alumine.
- Pinnoïte
- Pirssonite
- Plagioclases Terme qui désigne la "série Albite-Anorthite"
- Plagionite, antimoniosulfure naturel de plomb.
- Planchéite Cu8Si8O22(OH)4 • H2O
- Platine natif
- Plattarsite, cobaltite. Découvert en 1977 à Lydenburg, Mpumalanga (Afrique du Sud).
- Plattnérite, oxyde de plomb. Découverte en Iran.
- Plomb natif
- Plumbotellurite
- Pokrovskite, azurite-rosasite, carbonate. Découvert en 1984 à Zlatogorsk, Kökshetaü (Kazakhstan)
- Polybasite
- Polycrase-(Y) ou simplement polycrase. Oxyde d'uranium et d'yttrium.
- Polydymite, utilisation comme minerai de nickel.
- Polyhalite
- Polylithionite
- Portlandite
- Posnjakite, sulfate, couleur bleu ciel à sombre. Découvert en 1967 à Zhezqazghan (Kazakhstan). Nommé pour E.W. Posnjak (1888-1949), géochimiste américain.
- Potosiite Synonyme de Franckéite
- Powellite CaMoO4
- Prase (quartz prase) Variété de quartz
- Prasochrome Variété de (calcite).
- Prehnite Ca2Al(Si,Al)4O10(OH)2
- Prehnitoid Synonyme désuet.
- Pricéite, Ca2[B509(OH)5]. H2O ou double Ca4[B10019]. 7 H2O
- Probertite
- Proustite
- Prunnerite Variété de (calcite).
- Pseudoboléite
- Pseudobrookite (FeIII,FeII)2(Ti,FeII)O5
- Pseudogaylussite (calcite).
- Pseudomalachite, phosphate, couleur vert foncé. Découverte en 1813 à Rheinbreitbach, Westerwald (Allemagne). Utilisation comme minerai de cuivre.
- Pseudowollastonite
- Psilomélane, oxyde.
- Pucherite Bi(VO4)
- Pumpellyite
- Pushcharovskite
- Putnisite
- Pyrargyrite Ag3SbS3
- Pyrite FeS2
- Pyrochlore, utilisation comme minerai de niobium.
- Pyrochroïte
- Pyrolusite, oxyde.
- Pyromorphite Pb5(PO4)3Cl
- Pyrope Mg3Al2(SiO4)3 EBAUCHE
- Pyrophanite MnTiO3
- Pyrophyllite Al2(Si4O10)(OH)2
- Pyrrhotite Fe1-xS, avec 0 < x < 0,20
- Pyroxmangite